# Sajmenski prekop
Sajmenski prekop (finsko Saimaan kanava; švedsko Saima kanal; rusko Сайменский канал) je prometni prekop, ki povezuje jezero Saimaa s Finskim zalivom blizu Viborga v Rusiji. Prekop so gradili od leta 1845 do 1856 in ga odprli 7. septembra 1856 (po starem: 26. avgusta 1856). V letih 1963–1968 je bil prenovljen in razširjen.
Preko prekopa se doseže sistem celinskih vodnih poti in prekopov v 120 med seboj povezanih jezerih južnega osrednjega in jugovzhodnega dela Finske (Finsko pojezerje). Mreža globokih kanalov v jezeru Saimaa z najmanj ugrezom 4,2 m pokriva 814 km. Globoki kanali segajo vse do Kuopia v osrednji Finski.

## Topografija
Prekop se začne blizu Lauritsale, Lappeenranta, Finska, na koordinatah (61°04′43″N 028°16′24″E / 61.07861°N 28.27333°E) in konča v Viborgu, Rusija, na koordinatah (60°48′38″N 028°44′13″E / 60.81056°N 28.73694°E), ki povezuje jezero Saimaa in zaliv Viborg. Na poti povezuje jezero Nuijamaa na finsko-ruski meji na koordinatah (60°57′6″N 28°34′33″E / 60.95167°N 28.57583°E) in tri manjša jezera v Rusiji.

### Dimenzije
- Dolžina: 42,9 km
  - Finski del: 23,3 km
  - Ruski del: 19,6 km
- Širina: od 34 do 55 m
- Skupni dvig od Finskega zaliva do jezera Saimaa: 75,7 m
- Specifikacija "Saimax", po analogiji s Panamax, določa največjo velikost in potrebno opremo. Največje dovoljene mere za ladjo, ki pluje čez kanal, so:
  - Dolžina: 82,5 m
  - Širina: 12,6 m
  - Ugrez: 4,35 m
  - Višina jambora: 24,5 m
  - Druge zahteve vključujejo na primer, da morajo imeti trgovska plovila dva VHF radia in sistem za samodejno identifikacijo (AIS).
- 217 mejnih stebrov med območjem najema prekopa in glavnim ozemljem Rusije.

## Zapornice
Na kanalu je skupno osem zapornic: zgornje tri zapornice na finskem delu prekopa in pet spodnjih zapornic na ruski strani meje:
| No. | Ime          | Staro ime  | Meter  | Koordinate                                      | Država |
| --- | ------------ | ---------- | ------ | ----------------------------------------------- | ------ |
| 1   | Brusnichnoye | Juustila   | 10,0 m | 60°48′38″N 28°44′14″E / 60.810667°N 28.737316°E | Rusija |
| 2   | Iskrovka     | Särkijärvi | 11,4 m | 60°49′56″N 28°44′12″E / 60.832155°N 28.73661°E  | Rusija |
| 3   | Tsvetochnoye | Rättijärvi | 5,5 m  | 60°52′55″N 28°39′03″E / 60.881817°N 28.650756°E | Rusija |
| 4   | Ilistoye     | Lietjärvi  | 10,2 m | 60°53′36″N 28°37′22″E / 60.893306°N 28.622904°E | Rusija |
| 5   | Pälli        |            | 11,7 m | 60°54′26″N 28°36′55″E / 60.907227°N 28.615179°E | Rusija |
| 6   | Soskua       |            | 8,3 m  | 61°02′23″N 028°24′02″E / 61.03972°N 28.40056°E  | Finska |
| 7   | Mustola      |            | 7,3 m  | 61°03′45″N 028°18′59″E / 61.06250°N 28.31639°E  | Finska |
| 8   | Mälkiä       |            | 12,4 m | 61°04′15″N 028°18′14″E / 61.07083°N 28.30389°E  | Finska |

## Mostovi
Kanal prečka
- 12 mostov za motorna vozila:
  - 6 jih je na Finskem – 3 premični in 3 nepremični
  - ostalih 6 v Rusiji – 4 premični in 2 nepremična
- 2 železniška mostova (po en na vsaki strani meje), oba sta nepremična

## Zgodovina
Prekop, ki so ga slovesno odprli leta 1856, je bil zgrajen med mestoma Lappeenranta in Viipuri (danes del Rusije), ki sta bili takrat v avtonomnem Velikem vojvodstvu Finske v Ruskem imperiju.
V moskovski mirovni pogodbi leta 1940 je Finska prepustila Karelijsko ožino in Viborg Sovjetski zvezi; nadzor nad prekopom je bil razdeljen in promet ustavljen.
Finska je leta 1963 pridobila 50-letni najem sovjetskega dela prekopa in otoka Mali Visotski (Ravansaari). Finska je zgradila globlji kanal, dolg 42,9 kilometrov, ki so ga odprli leta 1968. Letna najemnina med tem najemom se je povečala le enkrat.
Leta 2010 je Finska pridobila drugi 50-letni najem od Rusije, z začetkom leta 2013. Mali Visotski ni bil vključen v nov najem. Pogajanja leta 2008 so zvišala letno najemnino z 290.000 € na 1,22 milijona €, s popravki vsakih 10 let. Nova pogodba je začela veljati 17. februarja 2012.
Predpisi, ki se nanašajo na pomorska pravila in zaposlovanje osebja, spadajo pod finsko jurisdikcijo; v vseh drugih primerih veljajo ruski zakoni. Na mednarodnih mejah so potrebni potni listi, ruski vizumi pa niso potrebni samo za prehod skozi prekop.